# Thryophilus
Thryophilus är ett fågelsläkte i familjen gärdsmygar inom ordningen tättingar med fem arter som förekommer huvudsakligen i Centralamerika från nordvästra Mexiko till norra Colombia och norra Venezuela:
- Sinaloagärdsmyg (T. sinaloa)
- Bandgärdsmyg (T. pleurostictus)
- Rostryggig gärdsmyg (T. rufalbus)
- Caucagärdsmyg (T. sernai) – nyligen beskriven art
- Santandergärdsmyg (T. nicefori)